# أدامو موسى
أدامو موسى عيسى (1 يناير 1995 بالنيجر - ) هو لاعب كرة قدم نيجري في مركز الهجوم . شارك مع منتخب النيجر لكرة القدم.

## وصلات خارجية
- أدامو موسى على موقع ناشيونال فوتبول تيمز (الإنجليزية)
- أدامو موسى على موقع Soccerway.com (الإنجليزية)